# Chris Morgan (futbolista)
Christopher Paul Morgan (Barnsley, Yorkshire, Inglaterra, 9 de noviembre de 1977) es un exjugador profesional de fútbol Inglés. Su último club fue el Sheffield United de la Football League One de Inglaterra.

## Carrera
Morgan comenzó su carrera futbolística en 1998 con el club de su ciudad natal, el Barnsley FC e hizo un total de 212 apariciones para los rojos en seis temporadas, incluyendo su única en la Premier League, antes de firmar para Sheffield United en julio de 2003.

## Clubes
| Club             | País       | Año       | Partidos (Goles) |
| ---------------- | ---------- | --------- | ---------------- |
| Barnsley FC      | Inglaterra | 1999-2004 | 185 (7)          |
| Sheffield United | Inglaterra | 2003-2012 | 247 (14)         |